# Костадинкино
Костадинкино е село в Западна България.
То се намира в Община Ихтиман, Софийска област. Състои се от махалите Млечановци, Полиовци, Семковци, Брънковци и Яздирастовци.
Намира се на 3 км южно от Вакарел.

## Проекти
С пари от европейските фондове ще бъде построена автомагистрала Рила, която ще започва от Дупница, през Боровец, Самоков, Габра, Костадинкино и Вакарел, и ще съединява магистралите Тракия и Струма.

## География
Село Костадинкино се намира в планински район.
Средната надморска височина е 900 м. Най-високата точка е при параклиса
на м. Брънковци – връх Китката – 1029 м (геогр. координати: 42°31'52.5" с.ш.,23°39'50.6" и.д.).
Климатът е умереноконтинентален, планински. През зимата времето е сравнително студено, с дебели снегове, а лятото хладно. Почвите са каменисти. Разполага с каменоломна до м. Яздирастовци, която сега не се използва, и при м. Полиовци, също неизползваема.

## История
Селото е обединено с указ на Държавния съвет от 4 април 1986 г. от махалите Яздирастовци, Семковци, Брънковци, Полиовци и Млечановци. Кмет от 1997 до 2007 година е Огнян Тодоров, понижен през 1999 г. в ранг кметски наместник. През 2007 – 2011 г. кметски наместник е Стефка Танева (БСП), а от 2011 – Кирил Христов (ГЕРБ). До 1992 г. земите на селото са били част от колективизираните имоти на ДЗС-Вакарел.

## Религии
Съществуват два параклиса – единият на връх Китката в м. Брънковци/Брънковска Китка/, отремонтиран с помощта на живеещите в околността, а другият – в сградата на бившето училище в м. Семковци.

## Кметове
До 1977 г. махалите са били административно към с. Вакарел и ОбНС-Вакарел.
- Йордан Стоймиров – БКП – 1977 – 1984
- Никифор Маринов – БКП (БСП) – 1984 – 1997 – от м. Брънковци
- Огнян Тодоров – БСП – 1997 – 1999 – от м. Яздирастовци

## Кметски наместници
- Огнян Тодоров – БСП – 1999 – 2007
- Стефка Танева – БСП – 2007 – 2011
- Кирил Христов – ГЕРБ – 2011 -

## Избори
През 1995 г. Никифор Маринов печели изборите за кмет на с. Костадинкино като кандидат на БСП, БЗНС Ал. Стамболийски и ПК Екогласност с 82,61%, а Димитър Стоянов от СДС и Народен съюз – 17,39%. 

## Обществени институции
Кметство – намира се до мястото на бившата гара, преди магазина.

## Културни и природни забележителности
На края на м. Яздирастовци в посока м. Полиовци се намира т.нар. Оброчище – свещено място за старите жители на селото.

## Редовни събития
В съботата след 29 юни или на самия ден, ако е събота в махала Яздирастовци на площада пред горната чешма се организира ежегоден събор по случай Петровден.
На Свети Дух се провежда курбан в м. Яздирастовци.

## Личности
Огнян Тодоров – роден в Костадинкино (тогава част от Вакарел, м. Яздирастовци) през 1931 г. Завършва университета в Краков през 1956 г., работи в издателство „Народна култура“, Българска телевизия и българския културен център в Полша. От 1997 г. кмет, а от 1999 до 2007 г. – кметски наместник.

## Други
В Яздирастовци има две чешми, като едната се захранва с изворна вода – долната, а другата – с вода от яз. Искър – горната. Гробището се намира между местността Парнея и пътя за м. Полиовци. Близо до махалата се намира бензиностанция „Еко“, където спира маршрутно такси София-Вакарел. До 2002 г. като основен транспорт се използва влакът Вакарел-Чукурово, който е закрит като пътнически от 1 октомври 2002 г. Сега има микробус за всички махали и съседното село Поповци. Наблизо е националният радиопредавател във Вакарел, както и предавателят за GSM в м. Млечановци.

## Земеделие
Раздробено, нискодобивно, за лични нужди. Животновъдство – в селото има малко крави, а също така и коне, овце и кози. Определя се от личните стопанства на жителите.
Туризъм – неразвит, съществува недостроен хотел в м. Полиовци.

## Образование
Осъществява се от училището в с. Вакарел. В селото не живеят постоянно хора под 18 г. Старите училища в Яздирастовци и Полиовци са разрушени, а това в Брънковци – запуснати и използвани за селскостопански нужди. Училището в Семковци, намиращо се на площада в махалата, е превърнато в параклис и се поддържа добре.

## Пощи, телеграфи
Пощенските услуги се осъществяваха от магазина, който е закрит през есента на 2008 г. Сега се използва пощата в с. Вакарел.

## Инфраструктура
Средноразвита, асфалтирано е шосето от Вакарел през Полиовци, Яздирастовци, Брънковци донякъде, Семковци. Подновена е настилката за Семковци и за първи път е асфалтиран участък до Брънковци през 2005 г.

## Улично осветление
Отлично, изцяло подновено във всички махали през 2004 г.

## Транспорт
До 2002 г. се използва пътническият влак Вакарел-Чукурово. Има микробус от Вакарел сутрин и вечер по един път и от София до Вакарел, спира на бензиностанция „Еко“, на сп. „Моста“ над магистрала „Тракия“, на кръстовището в м. Полиовци, на разклона за м. Яздирастовци и на площада пред магазина. През 2014 г. товарният влак Вакарел-Чукурово също е закрит.